# Józef Mostowski
Józef Mostowski (ur. 1763, zm. 30 marca 1817 we Lwowie) – poseł inflancki na Sejm Czteroletni w 1790 roku. Był zwolennikiem Konstytucji 3 maja i jednym z 83 posłów, którzy 2 maja 1791 w mieszkaniu marszałka Małachowskiego podpisali zobowiązanie popierania projektu konstytucji, członek Zgromadzenia Przyjaciół Konstytucji Rządowej.
2 maja 1791 roku podpisał asekurację, w której zobowiązał się do popierania projektu Ustawy Rządowej. Od listopada 1791 do marca 1792 towarzyszył księciu Czartoryskiemu w dyplomatycznej misji do Drezna. Był synem Pawła Michała Mostowskiego (wojewody pomorskiego i mazowieckiego). Ożeniony z Domicellą z Siekierzyńskich, z którą miał jednego syna Edwarda (1790–1855) rosyjskiego dyplomatę i od 1843 hrabiego.